# Pastelles

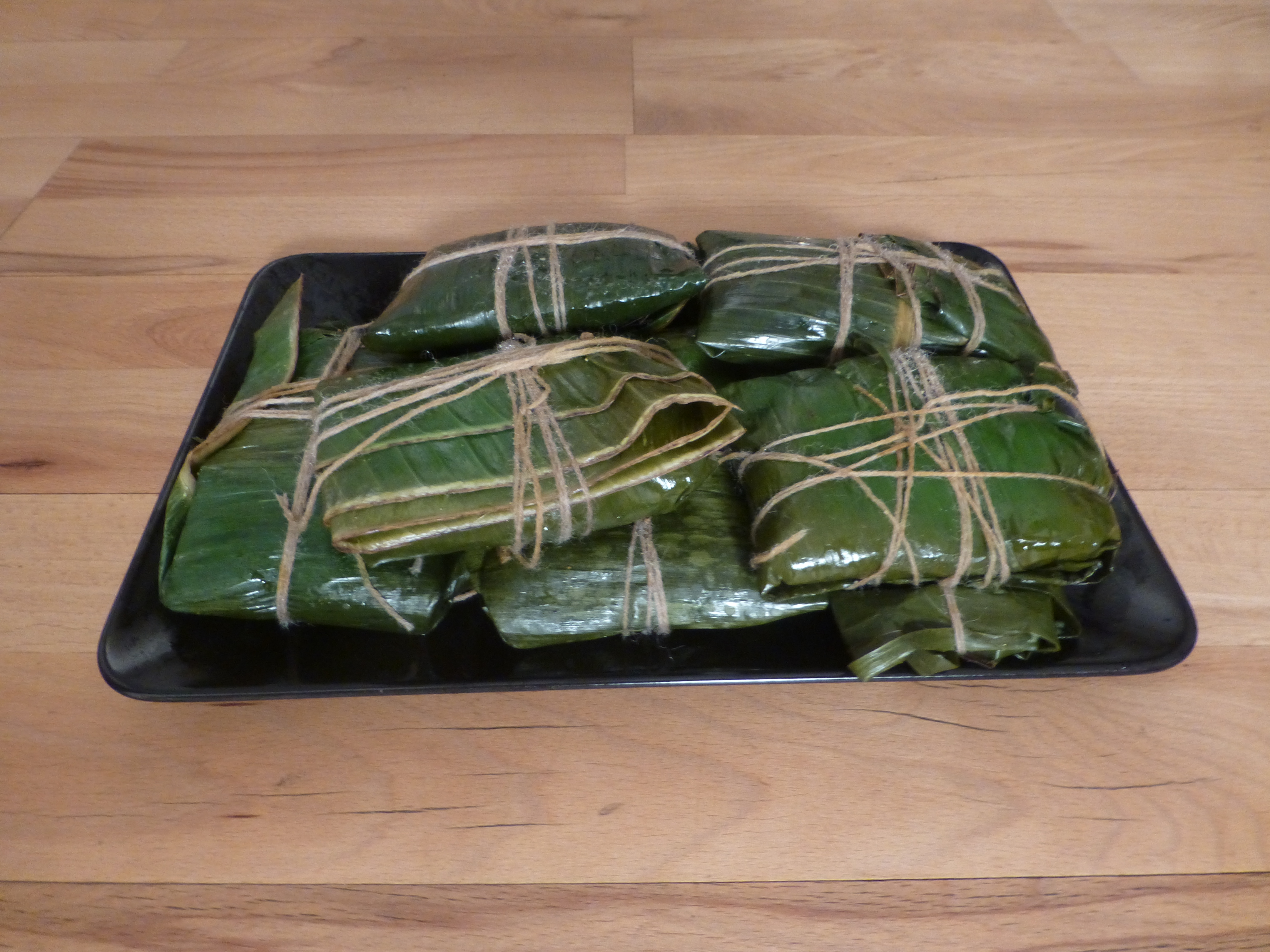
Pastelles (fertig gedämpft)

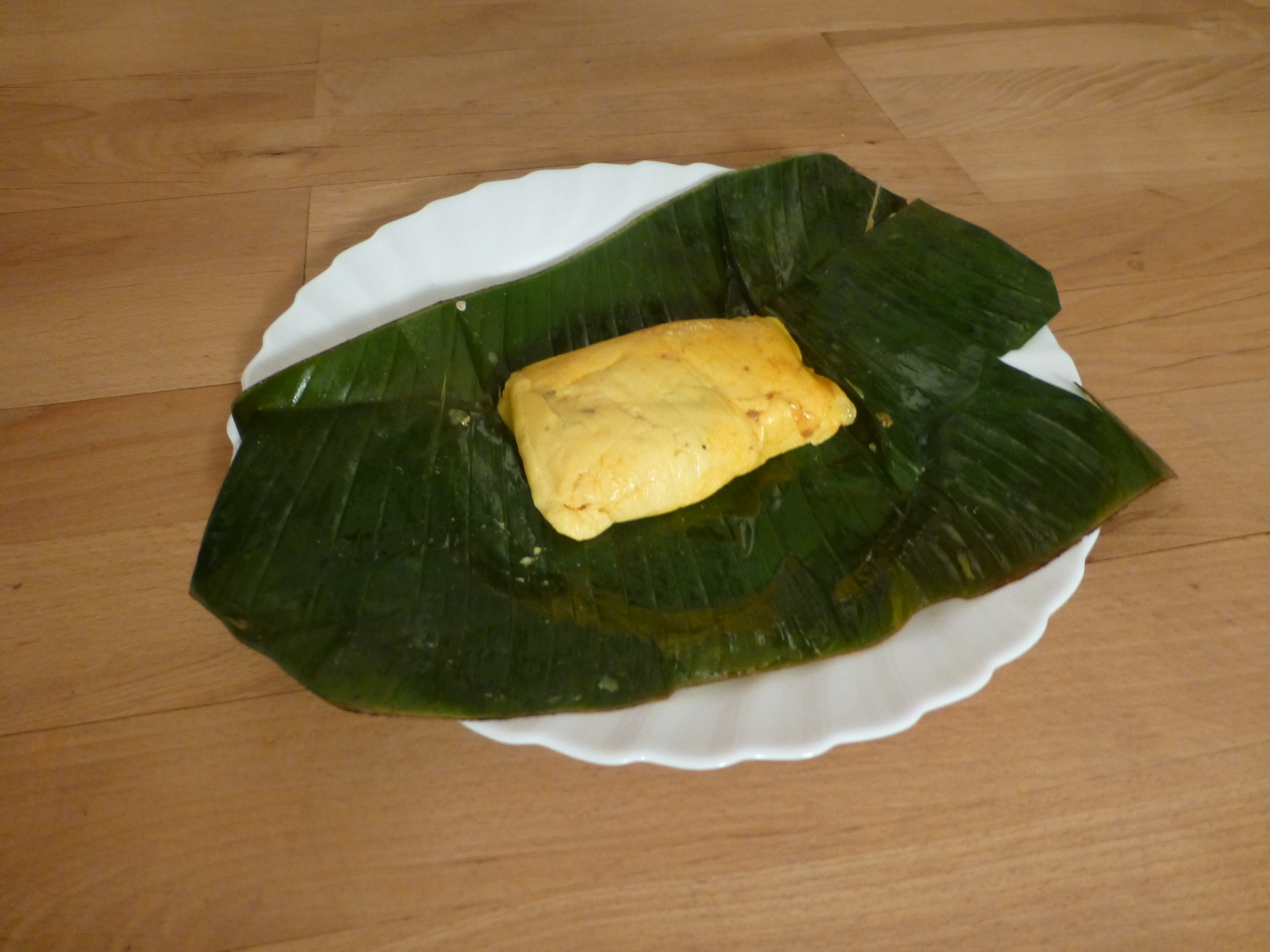
Pastelle (geöffnet)

Pastelles sind ein Imbissgericht der trinidadischen Küche. Sie sind mit den mittelamerikanischen Tamales verwandt und werden fast ausschließlich zur Weihnachtszeit konsumiert. Als klassisches Street Food werden sie oft von mobilen Händlern angeboten. Sie gehen möglicherweise zurück auf die spanischen Kolonialherren, da aber gefüllte Teigtaschen auf der ganzen Welt beheimatet sind, lässt sich der genaue Ursprung nicht nachweisen.
Für die Zubereitung von Pastelles wird mit Gewürzen angebratenes Hackfleisch vom Rind mit Tomaten, Worcestershiresauce und diversen Gemüsen und Kräutern gar gekocht. Weitere beliebte, optionale Zutaten sind Rosinen, Kapern oder Oliven. Anschließend wird eine auf Maismehl basierende Teigmasse erstellt, zu Kugeln geformt und auf Sohareeblättern ausgewalzt; hierfür gibt es auf Trinidad spezielle Pressen. Auf die mit Teig bedeckten Blätter wird die vorbereitete Masse gegeben. Die Sohareeblätter werden zusammengefaltet, verschnürt und in Wasserdampf gegart. Für vegetarische Pastelles wird Tofu an Stelle des Rindfleischs verwendet, außerdem werden mitunter andere Fleischsorten wie Schwein oder Huhn eingesetzt. 
Eine süße Variante wird paime genannt und stellt ebenfalls ein Weihnachtsessen dar. In dieser Variante enthält das Gericht keine Füllung, da dem Teig bereits Kokosflocken und Rosinen beigegeben werden.
Soharee (Calathea lutea) ist eine auf Trinidad endemische Pflanze, deren Blätter nebst der Verwendung für Pastelles auch als Tellerersatz bei Hinduzeremonien genutzt werden. Die Blätter dienen den Pastelles nur als Ummantelung während des Garens und werden nicht mitgegessen. Wegen der deutlich größeren Verbreitung werden Sohareeblätter oft durch Bananenblätter ersetzt.